# Cosmarium contractum
Cosmarium contractum là một loài Song tinh tảo trong họ Desmidiaceae, thuộc chi Cosmarium.

## Các phân loài
- Cosmarium contractum var. papillatum
- Cosmarium contractum var. minutum
- Cosmarium contractum var. incrassatum
- Cosmarium contractum var. ellipsoideum
- Cosmarium contractum var. contractum